# اچارادی
اچارادی (به انگلیسی: Acharadi) یک روستا در هند است که در کارناتاکا واقع شده‌است.